# アイヌ語と日本語の言語接触
アイヌ語と日本語の言語接触（アイヌごとにほんごのげんごせっしょく）では、日本列島で先史時代以来続いてきた、アイヌ語族と日琉語族の間の言語接触の実態と歴史について解説する。

## 借用語
アイヌ語族と日琉語族の言語接触は極めて古い時代に遡ると考えられている。しかし、詳細はまだ明らかになっておらず、借用方向を定められない語彙も多い。

### 最初期

アイヌ語圏における箸の名称

アイヌ語に見られる単語が含んでいる音韻論的な特徴から、アイヌ語族と日琉語族の接触は日琉祖語の時期にまで遡ることが示唆される。
| アイヌ語 | 日琉祖語 | 現代日本語の同源語 | 特徴                                   |
| -------- | -------- | ------------------ | -------------------------------------- |
| kamuy    | *kamui   | 神                 | 古い重母音を保存している               |
| pasuy    | *pasui   | 箸                 | 古い重母音を保存している               |
| sirosi   | *sirosi  | しるし             | 中段母音の上昇以前の母音を保存している |

樺太アイヌ語と北海道アイヌ語に共有されている語彙のうち、アイヌ祖語に遡ると考えられる音韻対応が得られる単語の借用時期も、かなり古いことが予想されている。
| 樺太アイヌ語 | 北海道アイヌ語 | 意味 | 対応する日本語 |
| ------------ | -------------- | ---- | -------------- |
| tuuki        | túki           | 杯   | つき           |
| kaani        | káni           | 金   | かね           |

### 東日本

東日本におけるアイヌ語と日本語の言語接触

John Kupchik は、八丈語には、アイヌ語族からの借用語が存在すると主張する。Kupchik は、これらの単語が古代の東日本に存在したアイヌ語変種や、伊豆諸島周辺に遅くとも縄文時代晩期から先住していたアイヌ語話者に由来すると解釈している。
| アイヌ語 | 意味                 | 八丈語   | 意味     |
| -------- | -------------------- | -------- | -------- |
| pátuware | 干からびている       | patsuk-  | 乾かす   |
| picitce  | 皮が剥ける、色褪せる | pichike- | やつれる |
| ehocári  | ばらまく             | hogar-   | 散らかる |
| pe       | 雫、湿り気           | pee-     | 濡れる   |

### 北日本
北越方言や東北方言には、アイヌ語からの借用語が見られ、またアイヌ語にも、東北方言などからの借用語が見られる。
| アイヌ語       | 意味   | 東北方言 | 代表的な意味         |
| -------------- | ------ | -------- | -------------------- |
| cape           | 猫     | ちゃべ   | 愛らしい猫           |
| sikerpe(ni)    | キハダ | しころ   | キハダ               |
| upas           | 雪     | うわす   | 堅雪の上に降った新雪 |
| kasumpe        | エイ   | かすべ   | エイ類               |
| ker            | 靴     | けり     | 靴                   |
| pake           | 頭     | はっけ   | 頭（卑語）           |
| seta           | 犬     | へだ     | 犬                   |
| kitci          | 餌箱   | きつ     | 用水桶               |
| konka ~ konkay | 桶     | こが     | 桶、樽               |
| hoyto          | 乞食   | ほいと   | 乞食                 |
| peko ~ peke    | 牛     | べこ     | 牛                   |

アイヌ語圏における猫の名称

猫を意味するcapeに関しては、日本語東北諸方言からアイヌ語北海道方言へと導入された、または日本語東北諸方言の影響を受けた日本語北海道函館下位方言を介してアイヌ語北海道方言へ導入されたという説がある。

### 地名
「ベツ」や「ナイ」で終わる水名を中心に、東北地方にはアイヌ語由来の地名が観察されることに広い合意がある。しかしながら、その南限についての定説はない。

### マタギ言葉
東日本の広い範囲（北海道・東北地方・北海道から北関東、甲信越地方）で活動していたマタギの山言葉には、アイヌ語由来の単語がみられる。
| アイヌ語   | 意味         | マタギ言葉                     | 代表的な意味                   |
| ---------- | ------------ | ------------------------------ | ------------------------------ |
| wakka      | 水           | わか、わっか                   | 水、雨水、小便、涎、湯、酒など |
| ape        | 火           | はっぴ                         | 火                             |
| tonpi      | 光るもの     | とっぴ、とっぴい               | 日や月                         |
| kanto      | 天           | かど                           | 天気                           |
| seta       | 犬           | せた、しぇだ、せった、へだ     | 犬                             |
| pake       | 頭           | はけ、はっけ、はっけい、はっき | 人間や熊の頭                   |
| wakka poro | 水が大きい   | わっかほろ                     | 洪水                           |
| poro wakka | 大きい水     | ほろわっか                     | 海                             |
| upas poro  | 雪がたくさん | わしほろ                       | 大雪                           |
| poro       | 大きい       | ほろ                           | たくさん                       |
| sampe      | 心臓         | さべ、さんべ                   | 熊などの心臓、胆               |
| pono       | 小さい       | ほの                           | 中くらいのイノシシ             |

### 文献
アレキサンダー・ヴォヴィンや John Kupchik は、万葉集の上代東国方言のうち、とくに東歌にアイヌ語と関連する語彙が見られると主張している。

## 近現代

### アイヌ語母語話者の北海道方言
アイヌ語を母語とする話者は、第二言語として日本語を習得したため、接触的な特徴が見られる。アイヌ語母語話者の北海道方言は、少なくとも20世紀の末にいくつか報告された。その代表的な特徴を挙げると以下のようになる。
- 母音 /u/ が、アイヌ語 /u/ のように後母音的な響きになる[18]。
- 清濁の区別を有するが、極稀に紛れることがある[19]。
- /sj/ と /s/ の区別がないことがある[19]。
- 拗音を再音節化する話者がいる[20]
- 一拍名詞のアクセントが一型化し、二拍名詞のアクセントも型が不安定となる[21]。
- 「アイヌ語の単語が、名詞のみならず、動詞・形容詞、あるいは句をなして、かなり頻繁に」コードスイッチングを起こす[22]。